# Caballero de Arpino

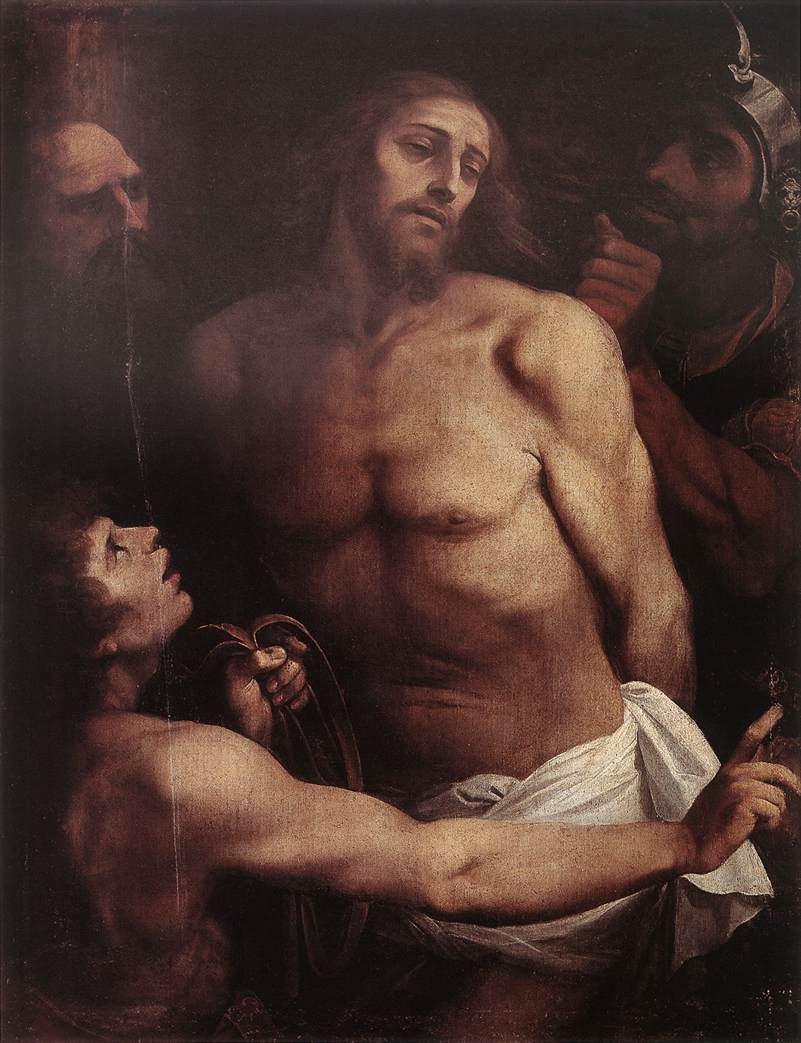
La Flagelación, obra de Giuseppe Cesari, el Caballero de Arpino, en la iglesia de San Biagio e Carlo ai Catinari, en Roma.

Giuseppe Cesari (Roma, ca. 1568 - 3 de julio de 1640) fue un pintor manierista italiano conocido como Il Giuseppino o el Caballero de Arpino (il Cavaliere d'Arpino), debido a que fue investido Caballero de Cristo (Cavaliere di Cristo) por el papa Clemente VIII quien, junto con Sixto V, fue uno de sus protectores.

## Biografía
Aunque el padre de Cesari era originario de Arpino, Giuseppe nació en Roma, donde fue aprendiz de Niccolò Circignani. En 1585 ingresó en la Academia de San Lucas. En 1607 fue brevemente encarcelado por la administración papal. Murió en Roma en el año 1640.
Su hermano Bernardino Cesari colaboró con él en muchas de sus obras. Entre sus alumnos estuvieron sus hijos Muzio (1619-1676) y Bernardino (muerto en 1703) y, al parecer, Pier Francesco Mola (1612-66), Francesco Allegrini da Gubbio, Guido Ubaldo Abatini, Vincenzo Manenti y Bernardino Parasole. Su más notable alumno fue Caravaggio, quien ingresó en el taller de Cesari hacia 1593-94 como pintor de flores y frutas.
Según Luigi Lanzi, quien consideraba el Manierismo posterior a Miguel Ángel como un estilo decadente, si Marino había sido el corruptor de la poesía, Cesari lo fue de la pintura. Asimismo la historiografía tradicional considera que fue un hombre de carácter irascible, que pasó de la penuria a la opulencia. 

## Órdenes y empleos

### Órdenes
- 1600:  Caballero de la Orden de Cristo.[1] (Estados Pontificios)
- 1630:  Caballero de la Orden de San Miguel.[2] (Reino de Francia)

### Empleos
- Academia de San Lucas
  - 1599, 1615 y 1625: Presidente[3]
  - Miembro.

- Miembro de la Confraternidad de los Virtuosos del Panteón.[3]

## Obras

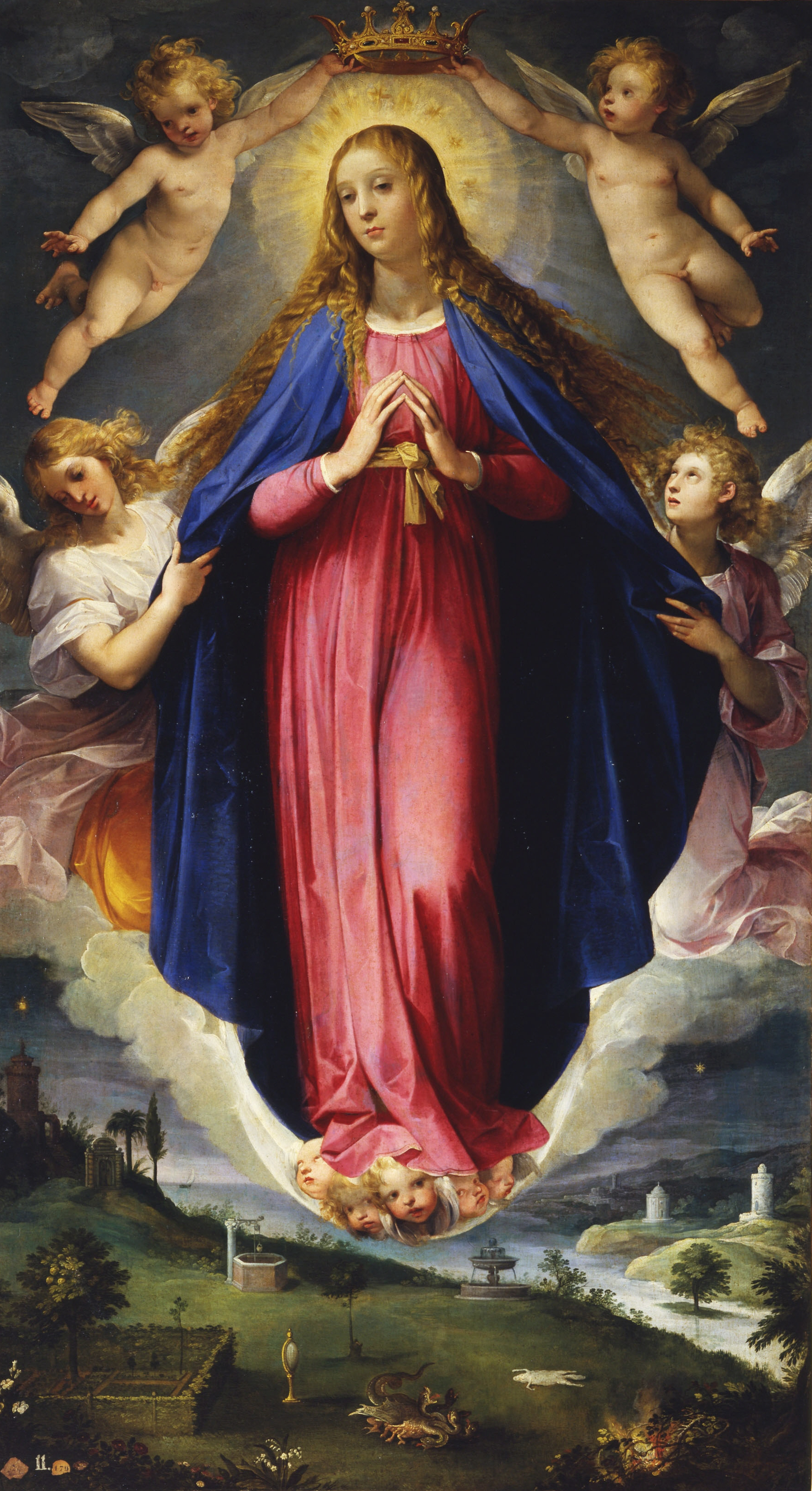
Inmaculada Concepción. Museo de la Real Academia de Bellas Artes de San Fernando, Madrid.

- Capilla Olgiati en la Basílica de Santa Práxedes de Roma, 1592.
- Frescos del Salón del Palacio de los Conservadores (hoy Museos Capitolinos, 1595-1596), Roma:
  - La Batalla entre los Horacios y Curiacios.
  - Hallazgo de la loba capitolina.
  - El rapto de las sabinas.
  - Numa Pompilio instituyendo el culto a las vestales.
- Capilla Paulina en la Basílica de Santa María la Mayor, 1609, Roma.
- Decoración interior de la cúpula de la Basílica de San Pedro, Roma.
- Inmaculada Concepción,[4] Museo de la Real Academia de Bellas Artes de San Fernando, Madrid.
- La Sagrada Familia con San Juan, c. 1620, Museo del Prado, Madrid.
- Desposorios Místicos de Santa Catalina, Museo del Prado, Madrid.
- La Virgen María en su Inmaculada Concepción,c. Primer cuarto del S.XVII Parroquia de Santa María la Mayor de Andújar, Jaén.
- Inmaculada Concepción, Iglesia de Santo Domingo de Guzmán (Lepe) de Lepe, Huelva. Capilla del Sagrario.